# Roger Patrick Millimono
Pour les articles homonymes, voir Millimono.
Roger Patrick Millimono est un économiste, ancien conseiller à la Banque centrale et homme politique guinéen.

## Ministre
Il est ministre de l'Environnement, des Eaux et Forêts de mai 2018 à juin 2020 puis ministre de l'Élevage dans le même gouvernement dirigé par Ibrahima Kassory Fofana jusqu'au 20 janvier 2021 puis cumulativement celui de l'Agriculture jusqu'au 5 septembre 2021,,.